# Tokyo International Anime Fair
La Tokyo International Anime Fair (東京国際アニメフェア?, Tōkyō kokusai anime fea, abbreviata in TAF) è una delle più grandi fiere dedicate agli anime al mondo, tenuta annualmente in Giappone.

## Storia
La prima edizione del Tokyo International Anime Fair si è tenuta nel 2002 con il nome "Tokyo International Anime Fair 21". L'evento è tenuto presso il Tokyo Big Sight, un centro per esibizioni nella Baia di Tokyo, a fine marzo. Di solito, il primo o i primi due giorni della fiera sono lavorativi, e l'ingresso è aperto esclusivamente agli addetti al lavoro ed alla stampa; i rimanenti giorni di fiera capitano nel fine settimana e sono aperti al pubblico.
Oltre ad essere una fiera, il TAF include numerosi eventi, fra cui il più importanti è sicuramente il Tokyo Anime Award, premi che vengono assegnati alle migliori creazioni ed ai miglior autori giapponesi o esteri. L'evento è supportato dal Ministero dell'Economia e del lavoro del Giappone. Benché non abbia una lunga storia, i Tokyo Anime Award sono particolarmente quotati nel settore.

## Boicottaggio del 2011
Nel dicembre 2010 un gruppo di dieci importanti case editrici di manga conosciute come Comic 10 Society (コミック10社会?, Comikku 10 shakai) ha annunciato piani per boicottare l'evento del 2011. Il boicottaggio sarebbe stato un segno di protesta nei confronti della revisione dell'ordinanza per lo sviluppo dei giovani di Tokyo, che modifica la regolamentazione sulla vendita di manga e anime ai minorenni. Questo è stato visto come un deliberato affronto del governatore Ishihara, che è strettamente associato sia con TAF sia con le modifiche alla legge. Il primo ministro del Giappone Naoto Kan ha espresso preoccupazione per l'impatto che avrebbe avuto il boicottaggio ed ha esortato le parti interessate ad adoperarsi per risolvere la situazione. In ogni caso l'evento del 2011 è stato cancellato per via dei terribili danni subiti a seguito del terremoto e maremoto del Tōhoku del 2011.

## Edizioni[8]
| Date                   | Location        | Città      | Visitatori | Espositori |
| ---------------------- | --------------- | ---------- | ---------- | ---------- |
| 15-17 febbraio 2002    | Tokyo Big Sight | Tokyo      | 50.163     | 104        |
| 19-22 marzo 2003       | Tokyo Big Sight | Tokyo      | 64.698     | 138        |
| 25-28 marzo 2004       | Tokyo Big Sight | Tokyo      | 72.773     | 166        |
| 31 marzo-3 aprile 2005 | Tokyo Big Sight | Tokyo      | 83.966     | 197        |
| 23-26 marzo 2006       | Tokyo Big Sight | Tokyo      | 98.984     | 256        |
| 22-25 marzo 2007       | Tokyo Big Sight | Tokyo      | 107.713    | 270        |
| 27-30 marzo 2008       | Tokyo Big Sight | Tokyo      | 126.622    | 289        |
| 18-21 marzo 2009       | Tokyo Big Sight | Tokyo      | 129.819    | 255        |
| 25-28 marzo 2010       | Tokyo Big Sight | Tokyo      | 132.492    | 244        |
| 2011                   | Cancellato      | Cancellato | Cancellato | Cancellato |
| 22-25 marzo 2012       | Tokyo Big Sight | Tokyo      | 98.923     | 216        |
| 21-24 marzo 2013       | Tokyo Big Sight | Tokyo      | 105.855    | 223        |